# Smeringopus lesserti
Smeringopus lesserti là một loài nhện trong họ Pholcidae. Loài này được phát hiện ở Congo.